# Aporosa carrii
Aporosa carrii är en emblikaväxtart som beskrevs av Anne M. Schot. Aporosa carrii ingår i släktet Aporosa och familjen emblikaväxter. Inga underarter finns listade i Catalogue of Life.